# Věznice Světlá nad Sázavou
Věznice Světlá nad Sázavou je česká věznice s ostrahou v severozápadní části města Světlá nad Sázavou, určená pro odsouzené ženy do kategorie věznic s ostrahou. Kapacita věznice je 945 osob. Je to jediná česká věznice, kde si odpykávají svůj trest i odsouzené ženy – matky s dětmi – v roce 2022 zde bylo 9 matek, 11 dětí a oddělení pro těhotné vězeňkyně.
Ve věznici je zřízeno několik oddělení pro různé skupiny odsouzených:
- výkon trestu matek nezletilých dětí v oddělení s ostrahou s nízkým, středním i vysokým stupněm zabezpečení
- výkon trestu trvale pracovně nezařaditelných odsouzených žen v oddělení s ostrahou s nízkým, středním i vysokým stupněm zabezpečení a v oddělení se zvýšenou ostrahou
- výkon trestu odsouzených mladistvých žen
- výkon vazby matek s dětmi do jednoho roku věku dítěte

## Historie a činnost

### Areál
Areál, ve kterém věznice sídlí byl postaven v roce 1987, jako škola v přírodě a k tomutu účelu sloužil do roku 1999. Jako věznice funguje od 1. března 2000, kdy byl komplex předán do užívání Vězeňské služby České republiky. První kategorie věznic s dozorem byla brzy rozšířena o kategorii s ostrahou.
V roce 2021 proběhlo stavební rozšíření ubytoven o dalších 182 míst na kapacitu 945 osob za 167 mil. korun. Vybudované prostory získaly novou kuchyň, patro pro vycházku, odevzdání prostor proběhlo 1. dubna 2022.

### Vzdělávání
Vzdělávání žen ve výkonu trestu zajišťuje od roku 2001 školské vzdělávací středisko (ŠVS) Věznice Světlá nad Sázavou. Poslední dobou vězeňkyně absolvují učební obor provozní služby a šití prádla.

### Zaměstnávání
Část odsouzených pracovala přímo ve věznici na zajištění jejího provozu, část pracuje u externích subjektů. Přibližně 100 odsouzených v minulosti našlo práci ve výrobní hale postavené v roce 2006 v bezprostřední blízkosti věznice s přímým propojením do areálu (zaměstnanost se tak dostala téměř na 70 %). V současnosti provozovatel haly činnost ukončil a byla nabídnuta k prodeji.